# 産経新聞社杯争奪麻雀女流リーグ
産経新聞社杯争奪麻雀女流リーグ（さんけいしんぶんしゃはいそうだつマージャンじょりゅうリーグ）は、産経新聞社が主催する麻雀の女流雀士によるタイトル戦。かつては同社が発行する夕刊フジを冠名とした夕刊フジ杯麻雀女王決定戦（ゆうかんフジはいマージャンじょうおうけっていせん）、夕刊フジ杯争奪麻雀女流リーグ（ゆうかんフジはいそうだつマージャンじょりゅうリーグ）であった。

## 概要
- 馬場裕一率いる麻雀企画会社『バビロン』が大会運営している。
- 個人戦と団体戦（2～3名）でそれぞれ行われるのが特徴。（但し、第3期までは個人戦のみ）
- 対局場所は第5期までの決勝がアルバンのショールーム。第6期の個人と第7期はアルバンスタジオ、第6期の団体決勝はMJPSあきば、第8期以降の東日本リーグと混合での個人及び団体準決勝・決勝は日本プロ麻雀連盟の夏目坂スタジオで行われている。また、西日本リーグは大阪ブロックと個人及び団体のプレーオフが大阪の鳳凰ショールーム、名古屋ブロックは第6期が名古屋市の麻雀琥珀、第7～9期までは同市のひまわりと浜松市LOCK UP（第9期のみひまわりはクローバーとして開催）、第10期以降はひまわり単独での開催となっている。第12期は九州ブロックが福岡県大野城市のフォーラム配信対局フロアで開催されたが翌期以降は開催されてなかったものの2023シーズンで九州リーグとして福岡市のフォーラムで開催している。
- 第4期まではアマチュアの参加が認められていたが、第5期から東日本リーグはプロ限定に規定が変更された。
- 第6期以降は従来の東日本リーグに加えて西日本リーグとの開催となる。なお新設された西日本リーグに限り第4期までと同様のプロ・アマ混合で開催される[1]。
- かつて対局の進行及び審判部長は五十嵐毅が務めていた。
- 第5期の個人決勝戦以降はニコニコ生放送で生配信されたが、2023からはYouTubeのMONDO TVチャンネルに配信先を変更した。また、第6期は馬場・近代麻雀編集部のスタッフ・出場した女流雀士2人で予選リーグを振り返るプレイバックが、ニコニコ生放送バンブーちゃんねるで定期的に放送され、第7期以降は完全生中継で配信されるようになっていた。西日本リーグは一括して雀サクッTVが生配信しているが、最終節及び個人プレーオフの半分は公正を決するため最終節の最後の組以外が後日録画、プレーオフの半分はディレイとして生配信されていた。最後の組は生配信だが、ラストに西日本リーグの総合成績を発表していた。また、名古屋ブロックは2020まで第2節から最終節までは対局終了後に望月雅継と共に前局の配信の中から気になったのをプレイバックしてそれに対する対策等を勉強する講座が行われていた。
- 2022以降の西日本地区はYouTubeの雀サクッTVへ中継配信を変更し、最終節のうち最後のリーグだけは生配信、残りは後日プレミア公開のスタイルに変更された。2023の九州リーグはYouTubeの雀サクッTVとフォーラムチャンネルが交互に生配信のかたちとなっている。
- 第6期より個人戦優勝者がプロの場合はMONDO TVの女流モンド杯への出場権が与えられていた[1][注 1]が、第9期からは女流モンド杯出場をかけた女流モンドチャレンジマッチへの出場権獲得へと変更されている。
- 2017年からはMONDO TVも開催に協力するようになり、モンド麻雀プロリーグ内で東日本リーグの模様がダイジェストで放送されたり、それぞれの準決勝と決勝に関しては単独番組として放送を行っている。また、それに伴い第12期から大会名を「夕刊フジ杯争奪麻雀女流リーグ」に変更した。
- 2025から東日本リーグがセプターリーグ、西日本リーグがオーブリーグにそれぞれリーグ名変更となり、2025年2月からは1月末での夕刊フジの休刊に伴って主催が産経新聞社に変更。大会名も「産経新聞社杯争奪麻雀女流リーグ」に変更となった。

### ルール
第6期以前
- 点棒の合計で勝敗を競うものではなく着順を重視したシステムになっている。
- 1位（トップ）を3勝0敗、2位を2勝1敗、3位を1勝2敗、4位を0勝3敗として扱う。同着なら引き分け扱い。（例・1着2人同着なら両者とも2勝0敗1引分、2着2人同着なら両者とも1勝1敗1引分となる）
- 合計の勝敗による勝率で成績が決定される。
- 勝率が同じ場合は、素点の合計で決定。

第7期～2018
- 勝敗システムを廃止し、ポイント制に変更された。25000点持ちの30000点返しで、トップ者にはオカの20000点が加点。ウマは1位+20000点、2位+10000点、3位△10000点、4位△20000点。また、1回戦の集合時間に遅刻したチームは現在の得点から30000点の減点となる。
- 一発・裏ドラ・カンドラありのモンドルールに準拠。

2019～2021
- 2018までのルールに加え、個人・団体ともに東日本リーグと準決勝以降は時間制限が追加（2021からは西日本リーグも時間制限が追加された）。1回戦につき80分+1局で行われる。準決勝のシステムも変更となり、リーグでの個人上位数名とプレーオフを制した12名、またはリーグの各組首位と東日本リーグの各組2位のうち最も得点の高い1チーム（2019は2チーム）の計12チームが同じメンバーで3卓に分かれて3回戦を戦い、首位が決勝進出。2位と3位のうち得点が高い選手かチームが敗者復活戦に進出。翌日の敗者復活戦は1回戦勝負でトップが決勝に進出。その後の決勝は3回戦を行ってトップがその年の麻雀女王か優勝チームとなる。また、減点制も強化され、チームで現在の得点から75000点、所属プロは1人辺り同25000点の減点になった。

2022
- 個人・団体共に準決勝が2日間に変更され、2日目終了時点で各卓の首位と2位のうち最も点が高い方が直後の決勝に進出となった。

2023
- 準々決勝が追加され、個人の準々決勝と準決勝は1戦勝負で2着までが準決勝及び決勝に進出。決勝は準決勝の直後に行われて2回戦の合計トップが麻雀女王となる。また、団体戦は16チームで3回戦を行って上位8チームが準決勝に進出。準決勝は2日間にわたって各卓2回戦を行って上位4チームが決勝に進出。決勝は準決勝の直後に行われて4回戦の合計トップが優勝となる。

2024
- 準々決勝が4組各3回戦ずつに変更され、上位2名及び2チームずつが準決勝に進出。準決勝はまず2組が1戦勝負ずつで1着が決勝進出。残った2着と3着の計4名及び4チームでもう1戦行って2着までが決勝進出という流れになった。

2025
- 準々決勝が24名及び24チームで6組各3回戦ずつに変更され、上位12名及び12チームが準決勝に進出。準決勝はまず3組が1戦ずつ対局して1着が決勝進出、2着と3着のうち得点が高い選手及びチームでもう1戦対局して1着が決勝進出に変更された。

## 歴代優勝者

### 個人戦
（カッコ内は優勝当時の所属団体）
- 第1期 二階堂瑠美 （日本プロ麻雀連盟）
- 第2期 成瀬朱美 （日本プロ麻雀協会）
- 第3期 成瀬朱美 （同）
- 第4期 宇佐美うみ （最高位戦日本プロ麻雀協会）
- 第5期 佐藤かづみ  （同）
- 第6期 池沢麻奈美 （アマチュア）※現・日本プロ麻雀連盟
- 第7期 水瀬千尋 （日本プロ麻雀協会）
- 第8期 高宮まり （日本プロ麻雀連盟）
- 第9期 上野あいみ （日本プロ麻雀協会）
- 第10期 豊後葵 （同）
- 2017 水瀬夏海 （同）
- 2018 水口美香（同）
- 2019 中野ありさ（最高位戦日本プロ麻雀協会）
- 2020 内田みこ（日本プロ麻雀連盟）
- 2021 東城りお （同）
- 2022 小宮悠（最高位戦日本プロ麻雀協会）
- 2023 間宮夢花（日本プロ麻雀協会）
- 2024 川上レイ（日本プロ麻雀連盟）
- 2025 菅原千瑛（同） ※BEAST X

### 団体戦
- 第4期 JAJA雀
- 第5期 はこパラ
- 第6期 マーチャオ
- 第7期 Club NPM
- 第8期 Club NPM
- 第9期 かめきたざわ
- 第10期 雀サクッ
- 第11期 アルバン
- 2018 Club NPM
- 2019 fairy
- 2020 マーチャオ
- 2021 麻雀CABO
- 2022 九段下ノーブル
- 2023 麻雀ニュージェネch
- 2024 麻雀cafe beyond
- 2025 麻雀＆BARフュージョン